# La Naissance de Vénus (Boucher)
Pour les articles homonymes, voir La Naissance de Vénus.
La Naissance de Vénus ou Vénus est un tableau peint par François Boucher exposé au musée londonien The Wallace Collection. 